# The Path of Sorrows
The Path of Sorrows è un album del gruppo goth rock Christian Death, pubblicato dalla etichetta discografica Cleopatra Records nel 1993.
È il secondo della formazione statunitense del gruppo capeggiata da Rozz Williams, che si distingue da quella europea capeggiata da Valor Kand.
L'album è stato ristampato nel 1998 e nel 2006.

## Tracce
1. Psalm (Maggot's Lair) - 3:37
2. The Path of Sorrows (Rozz Williams) - 4:44
3. Hour of the Wolf - 3:36
4. In Absentia - 4:24
5. Mother (Williams) - 6:29
6. The Angels (Cruciform) (Williams) - 3:50
7. Book of Lies (Williams) - 3:28
8. A Widow's Dream - 5:37
9. Venus in Furs (Lou Reed) - 5:18